# Leichtathletik-Europameisterschaften 1966/4 × 400 m der Männer

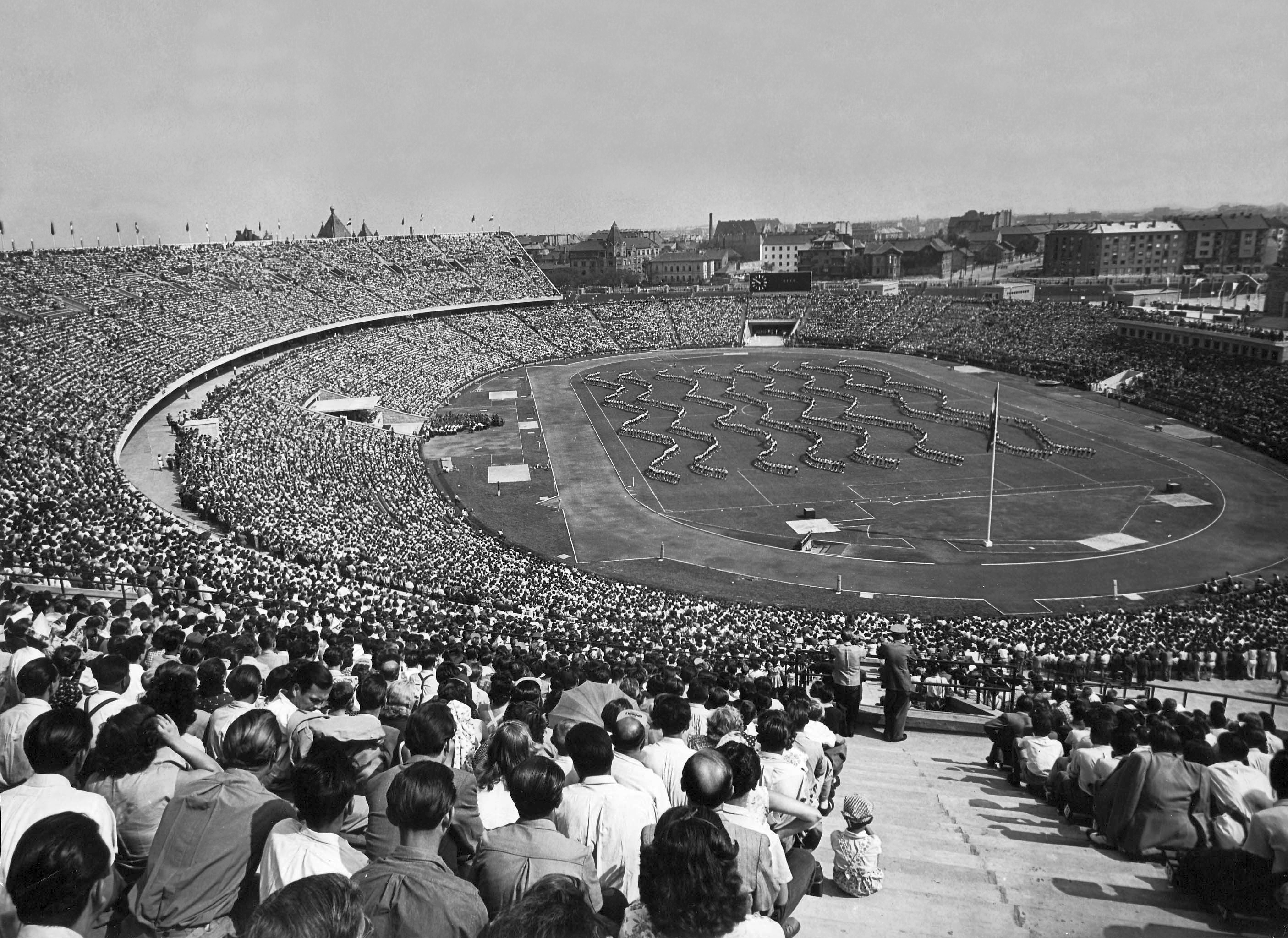
Das Népstadion bei einer Veranstaltung im Jahr 1953

Die 4-mal-400-Meter-Staffel der Männer bei den Leichtathletik-Europameisterschaften 1966 wurde am 3. und 4. September 1966 im Budapester Népstadion ausgetragen.
Europameister wurde Polen in der Besetzung Jan Werner, Edmund Borowski, Stanisław Grędziński und Andrzej Badeński.
Den zweiten Platz belegte die Bundesrepublik Deutschland mit Friedrich Roderfeld, Jens Ulbricht, Rolf Krüsmann und Manfred Kinder.
Bronze ging an die DDR mit Jochen Both, Günter Klann, Michael Zerbes und Wilfried Weiland.

## Rekorde

### Bestehende Rekorde
| Weltrekord   | 2:59,6 min | USA (Robert Frey, Lee Evans, Tommie Smith, Theron Lewis)                                | Los Angeles, USA        | 24. Juli 1966      |
| Europarekord | 3:01,6 min | Großbritannien (Tim Graham, Adrian Metcalfe, John Cooper, Robbie Brightwell)            | OS Tokio, Japan         | 21. Oktober 1964   |
| EM-Rekord    | 3:05,8 min | Deutschland (Johannes Schmitt, Wilfried Kindermann, Hans-Joachim Reske, Manfred Kinder) | EM Belgrad, Jugoslawien | 16. September 1962 |

### Rekordverbesserung
Der bestehende Meisterschaftsrekord wurde im Finale am 4. September von der Europameisterstaffel um 1,3 Sekunden verbessert:

3:04,5 min – Polen (Jan Werner, Edmund Borowski, Stanisław Grędziński, Andrzej Badeński)

## Vorrunde
3. September 1966
Die Vorrunde wurde in zwei Läufen durchgeführt. Die ersten vier Staffeln pro Lauf – hellblau unterlegt – qualifizierten sich für das Finale.
Es bleibt nicht erkennbar, wie die Organisatoren zu dieser Vorlaufeinteilung kamen. Im ersten Vorlauf starteten sechs Staffeln, das heißt hier musste um den Finaleinzug gekämpft werden, zwei Teams schieden aus. Der zweite Vorlauf dagegen ging mit lediglich vier Mannschaften über die Bühne. In aller Ruhe konnten die Läufer ihre Strecken im Schongang absolvieren und bei der Staffelübergabe aufpassen, dass nichts schiefging. Die Teilnehmer mussten hier nur ohne Disqualifikation das Ziel erreichen und waren so für das Finale qualifiziert. Das drückte sich entsprechend in den erzielten Zeiten aus, die im zweiten Vorlauf weitaus schlechter waren als im ersten.

Die einzige Erklärung dafür wäre, dass es gemeldete Mannschaften gab, die ihre Teilnahme kurzfristig abgesagt hätten. In den Quellen ist allerdings in keinem der Vorläufe eine Staffel genannt, die nicht angetreten wäre.

### Vorlauf 1
| Platz | Nation           | Besetzung                                                                             | Zeit (min) |
| ----- | ---------------- | ------------------------------------------------------------------------------------- | ---------- |
| 1     | BR Deutschland   | Friedrich Roderfeld Jens Ulbricht Rolf Krüsmann Manfred Kinder                        | 3:07,1     |
| 2     | Großbritannien   | John Adey John Sherwood Martin Winbolt-Lewis Tim Graham                               | 3:07,2     |
| 3     | Ungarn           | László Horváth Imre Nemesházi Gyula Rábai István Bátori                               | 3:07,9     |
| 4     | Tschechoslowakei | Josef Hegyes Jaromir Haisl Pavel Pěnkava Josef Trousil                                | 3:08,1     |
| 5     | Sowjetunion      | Hryhorij Swerbetow Alexander Iwanow Wassyl Anissimow Boris Sawtschuk                  | 3:09,3     |
| 6     | Griechenland     | Nikolaos Regoukos Dimosthenis Koutsoulis Konstantinos Mihailidis Athanasios Vogiatzis | 3:14,2     |

### Vorlauf 2
| Platz | Nation     | Besetzung                                                            | Zeit (min) |
| ----- | ---------- | -------------------------------------------------------------------- | ---------- |
| 1     | Polen      | Andrzej Badeński Stanisław Grędziński Edmund Borowski Jan Werner     | 3:14,8     |
| 2     | DDR        | Jochen Both Günter Klann Michael Zerbes Wilfried Weiland             | 3:17,0     |
| 3     | Frankreich | Jean-Pierre Boccardo Jean-Claude Nallet Robert Poirier Michel Samper | 3:17,4     |
| 4     | Italien    | Bruno Bianchi Roberto Frinolli Furio Fusi Sergio Bello               | 3:17,4     |

## Finale
4. September 1966
| Platz | Nation           | Besetzung                                                            | Zeit (min) |
| ----- | ---------------- | -------------------------------------------------------------------- | ---------- |
| 1     | Polen            | Jan Werner Edmund Borowski Stanisław Grędziński Andrzej Badeński     | 3:04.5 CR  |
| 2     | BR Deutschland   | Friedrich Roderfeld Jens Ulbricht Rolf Krüsmann Manfred Kinder       | 3:04.8     |
| 3     | DDR              | Jochen Both Günter Klann Michael Zerbes Wilfried Weiland             | 3:05,7     |
| 4     | Frankreich       | Jean-Pierre Boccardo Jean-Claude Nallet Robert Poirier Michel Samper | 3:05,7     |
| 5     | Großbritannien   | John Adey John Sherwood Martin Winbolt-Lewis Tim Graham              | 3:05,9     |
| 6     | Italien          | Bruno Bianchi Roberto Frinolli Furio Fusi Sergio Bello               | 3:06,5     |
| 7     | Tschechoslowakei | Josef Hegyes Jaromir Haisl Pavel Pěnkava Josef Trousil               | 3:09,3     |
| 8     | Ungarn           | László Horváth Imre Nemesházi Gyula Rábai István Bátori              | 3:10,3     |